# 귤색

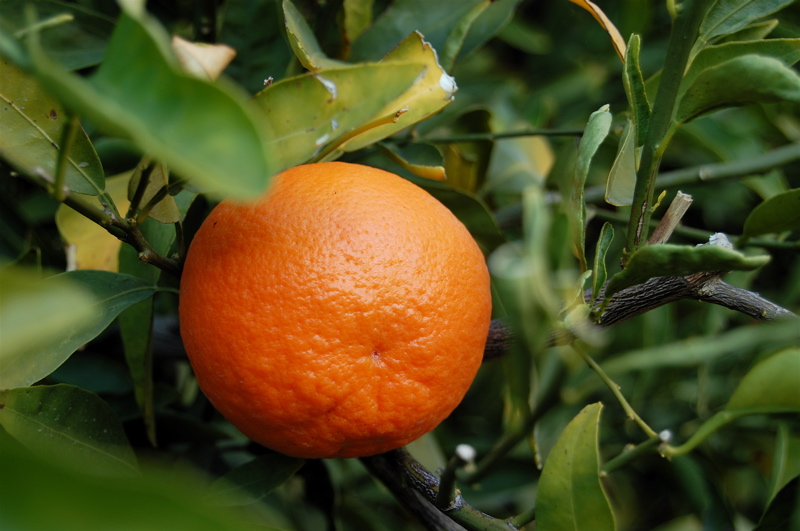
귤 사진

귤색은 색 중 하나이다. 주황색 계열이며, 이름은 귤의 이름을 따 지어졌다. 먼셀의 20색상환에서 노랑과 주황 사이의 색이다. 약 585 ~ 620 nm 정도의 파장을 가지는 색이다.

## 그래픽 디자인에서 사용
그래픽 디자이너가 제품의 정체성과 브랜드 인지도를 구축하고 고객을 위해 눈에 띄는 광고를 만들 때 귤색이 중요할 때가 있다. 색 변형의 밝기 때문에 특히 지구 색조의 평면 색상으로 둘러싸일 때 작지만 중심적으로 중요한 물체를 강조하기 위해 귤색을 종종 사용한다. 귤색은 또한 다른 밝은 색조의 보완물로 그리고 상대적으로 드물게 사용되기 때문에 선택될 수 있다. 1999년에 출시된 "과일 맛" 아이맥(iMac)의 원래 명칭은 귤색 아이맥(Tangerine iMac)이었다.(애플은 라이벌 회사 오렌지 마이크로(Orange Micro)의 존재 때문에 이 제품을 "오렌지(Orange)"라고 명명하지 않았다.)

## 교통 수단
- 의정부 경전철의 노선색이다.

## 같이 보기
- 등색
- 살구색
- 금색
- 다홍색